# Josh Groban (musikalbum)
Josh Groban är det första albumet av Josh Groban utgivet 2001.

## Låtlista
1. Alla luce del sole
2. Gira con me
3. You're still you
4. Cinema Paradisco
5. To where you are
6. Aléjate (just walk away)
7. Canto alla vita
8. Let me fall
9. Vincent (starry, starry night)
10. Un amore per sempre
11. Home to stay
12. Jesu, joy of man's desiring
13. The prayer